# Kızılömerli, Sumbas
Kızılömerli là một xã thuộc huyện Sumbas, tỉnh Osmaniye, Thổ Nhĩ Kỳ. Dân số thời điểm năm 2010 là 903 người.